# ادی دیویس (بازیکن فوتبال)
ادی دیویس (انگلیسی: Eddie Davies; ۳ مهٔ ۱۹۲۳ – ۲۶ مارس ۱۹۹۵) بازیکن فوتبال بود.
از باشگاه‌هایی که در آن بازی کرده‌است می‌توان به باشگاه فوتبال ویتون آلبیون، باشگاه فوتبال هرن بای، و باشگاه فوتبال پورت ویل اشاره کرد.